# Polizei-Bataillon 45
Das Polizei-Bataillon 45 war eine militärische Einheit der Ordnungspolizei im nationalsozialistischen Deutschland und wurde im Zweiten Weltkrieg eingesetzt.

## Hintergrund und Entstehung
Die deutsche Ordnungspolizei war ein zentrales Instrument des Sicherheitsapparats des nationalsozialistischen Deutschlands. In der Vorkriegszeit arbeiteten der Reichsführer SS Heinrich Himmler und der Chef der Ordnungspolizei Kurt Daluege zusammen, um Polizeieinheiten der Weimarer Republik in militarisierte Formationen umzuwandeln. Diese sollten bereit sein, dem Eroberungs- und Vernichtungszielen des NS-Regimes zu dienen. Für die Besetzung Polens im September 1939 wurden die Polizeitruppen zunächst in Bataillonen der Ordnungspolizei formiert, wo sie zu Sicherheits- und Polizeizwecken eingesetzt wurden und auch an Hinrichtungen und Massendeportationen teilnahmen.
Das Reserve-Polizeibataillon hatte den Heimatstandort Aussig und bestand aus aktiven Polizeibeamten und sudetendeutschen Polizeireservisten. Am 17. Januar 1940 löste es das Polizei-Reservebataillon 63 in Rzeszów ab.
Die deutschen Militär- und Polizeibehörden planten einen Vernichtungskrieg gegen die „jüdisch-bolschewistische“ kommunistische Regierung als auch die Bürger der Sowjetunion. In den Winter- und Frühjahrsmonaten 1941 verhandelten Beamte des Oberkommandos des Heeres  und des Reichssicherheitshauptamtes über den Einsatz von Einsatzgruppen der Sicherheitspolizei und des SD hinter der Front. Die Einsatzgruppen sollten mit Massenerschießungen von Juden, Kommunisten und anderen als gefährlich erachteten Personen eine langfristige deutsche Herrschaft ermöglichen. 23 Bataillone der Ordnungspolizei sollten ab 22. Juni 1941 an der Invasion der Sowjetunion teilnehmen, dem Unternehmen Barbarossa. Neun wurden den Sicherungs-Divisionen der Wehrmacht zugeteilt. Zwei Bataillone wurden zur Unterstützung der Einsatzgruppen (mobilen Todesschwadronen des SD) und der Organisation Todt (paramilitärischen Bautruppen) abgestellt. Zwölf wurden zu Regimentern mit jeweils drei Bataillonen zusammengefasst und als Polizeiregiment Mitte, Nord, Süd und z. b. V. (zur besonderen Verwendung) bezeichnet. Die Aufgaben der Polizeibataillone waren die Sicherung des Hinterlandes, indem sie die verbliebenen gegnerischen Streitkräfte entwaffneten und gefangen nahmen, die Kriegsgefangenen bewachten und die Nachschublinien und eroberten Industrieanlagen schützten. Zu ihren Anweisungen gehörte auch, wie Daluege erklärte, die „Bekämpfung krimineller Elemente, vor allem politischer Elemente“.

## Einsatz
Das Polizei-Bataillon 45 wurde, zusammen mit dem Polizei-Bataillon 303 und Polizei-Bataillon 314, dem Polizeiregiment Süd zugeteilt. Das Regiment unterstand dem Kommando von SS-Brigadeführer Hermann Franz und wurde, als die Wehrmacht beim Unternehmen Barbarossa in die Sowjetunion einmarschierte, dem Höheren SS- und Polizeiführer der Heeresgruppe Süd in der Ukraine unterstellt.
Dort im Einsatz, eskalierten die Operationen und Aktionen schnell zu einem Völkermord. Im Juli 1941 begann das Regiment mit der Hinrichtung jüdischer Frauen und Kinder. Während eines Einsatzes in Schepetiwka zwischen dem 26. Juli und dem 1. August 1941, wurde die gesamte jüdische Bevölkerung der Stadt ermordet. Der Befehl dafür kam vom Regimentskommandeur, der sich auf einen Befehl von Heinrich Himmler bezog.
Während der Sommermonate beteiligte sich das Bataillon an gemeinsamen Aktionen mit der 1. SS-Infanteriebrigade der Waffen-SS. Dabei leisteten sie Unterstützungsaufgaben und führten eigenständig Tötungen durch. Während einer Operation gegen Partisanen am 19. August wurden vom Bataillon 22 Partisanen, darunter drei Frauen, und 537 Juden erschossen.
Im September 1941 beteiligte sich das Bataillon an der Ermordung von Juden in der Stadt Berdytschiw. Die Aufgabe bestand dabei, den Hinrichtungsplatz abzusperren und die Opfer zu den Gruben zu bringen. Dort wurden sie dann von anderen Soldaten erschossen. Bei diesen Aktionen wurden 16.000 Juden ermordet. Während des Massakers von Babyn Jar riegelte das Bataillon das Gebiet ab.
Je weiter die Wehrmacht vorrückte, desto weniger Tötungen wurden durch das Polizei-Bataillon durchgeführt. Der Grund hierfür lag an der Flucht der Menschen nach Osten und der geringeren Bevölkerungsdichte in der östlichen Ukraine.

## Verbleib
Im Juli 1942 wurde das Polizei-Bataillon 45 aufgelöst und das Personal wurde in das 10. Polizei-Regiment überführt.

## Strafverfolgung
Die Ordnungspolizei als Ganzes war von den Alliierten nicht zu einer verbrecherischen Organisation erklärt worden, anders als die SS. Ihre Mitglieder konnten sich weitgehend unbehelligt wieder in die Gesellschaft integrieren und viele kehrten in den Polizeiberuf zurück. Nach staatsanwaltlichen Ermittlungen war das Bataillon nachweislich beteiligt:
1. an der Ermordung von 70 Juden in Schepetowka im Juli 1941
2. von mindestens 100 Juden in Slawuta im August/September 1941
3. von mindestens 1.000 Juden auf einem Flugplatz im September 1941
4. mindestens 80 Juden in Sudylkow im September 1941
5. mindestens 1.000 Juden in Winniza im September 1941
6. mindestens 50 Juden in Chorol im November 1941

Vor dem Landgericht Regensburg wurde 1971 gegen den Kommandeur Martin Besser, den Kompanieführer Engelbert Kreuzer und den Spieß Fritz Forberg sowie den Regimentskommandeur Rene Rosenberger wegen Beihilfe zu tausendfachem Mord verhandelt. Zeugen wurden beeinflusst, Richter und Geschworene bedroht und ein Richter musste zurücktreten. Kreuzer wurde zu sieben Jahren Haft verurteilt, die anderen Angeklagten für verhandlungsunfähig erklärt.